# Cadarsac
Cadarsac is een gemeente in het Franse departement Gironde (regio Nouvelle-Aquitaine) en telt 231 inwoners (2005). De plaats maakt deel uit van het arrondissement Libourne.

## Geografie
De oppervlakte van Cadarsac bedraagt 2,3 km², de bevolkingsdichtheid is 100,4 inwoners per km².
De onderstaande kaart toont de ligging van Cadarsac met de belangrijkste infrastructuur en aangrenzende gemeenten.

## Demografie
Onderstaande figuur toont het verloop van het inwonertal (bron: INSEE-tellingen).